# Synagoga w Radzanowie
Nowa synagoga w Radzanowie – znajduje się w Radzanowie w powiecie mławskim w województwie mazowieckim, przy Pl. Piłsudskiego 5, a zarazem rynku w Radzanowie.

## Historia
Murowana synagoga została wybudowana w latach 1875–1904, na miejscu starszej, drewnianej synagogi, w południowo-wschodnim narożniku rynku. Autorem projektu budynku był architekt powiatu mławskiego Zygmunt Kmita, któremu przypisuje się również projekt synagogi w Bieżuniu. Synagoga została poważnie uszkodzona w czasie pożaru miasta w 1907. Jej odnawianie trwało do 1914. Podczas II wojny światowej, w styczniu 1942 miejscowi Żydzi deportowani zostali do getta w Mławie, a synagoga została zdewastowana. Po wojnie w budynku synagogi mieścił się magazyn nawozów. Od 1986 do 2001 funkcjonowała w nim gminna biblioteka. Obecnie budynek nie jest użytkowany.

## Opis
Budynek synagogi został wzniesiony z cegły na fundamencie z kamieni łączonych zaprawą wapienną i gliną. Jest to budowla jednonawowa na planie prostokąta (10,65 m na 14,50 m), o czterech ośmiobocznych słupach wspierających strop, a także trójosiowej fasadzie od strony zachodniej. Synagoga jest orientowana. W zachodniej części budynku znajduje się przedsionek, z którego prowadzi wejście do sali modlitewnej. Oryginalnym elementem zdobniczym synagogi są podkowiaste łuki mauretańskie, nawiązujące do architektury starozakonnej z krajów Europy Zachodniej z XIX w. Stąd określenie styl mauretański. We wnętrzu budynku zachowała się drewniana balustrada galerii dla kobiet (tzw. babiniec), a także stylizowane żyrandole i kinkiety.
Synagoga jest wpisana do rejestru zabytków nieruchomych województwa mazowieckiego.

## Galeria

Synagoga w Radzanowie
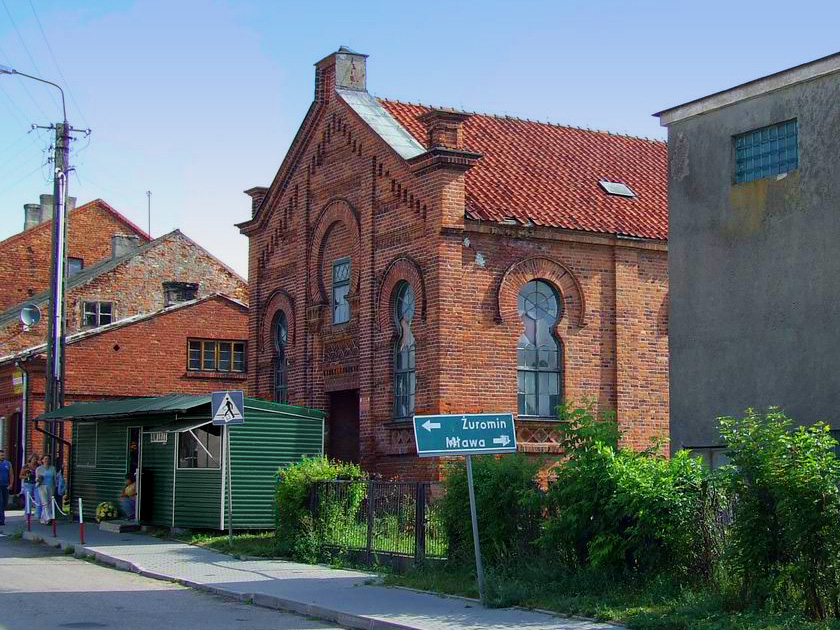
Synagoga w Radzanowie, widok z ulicy (2006)
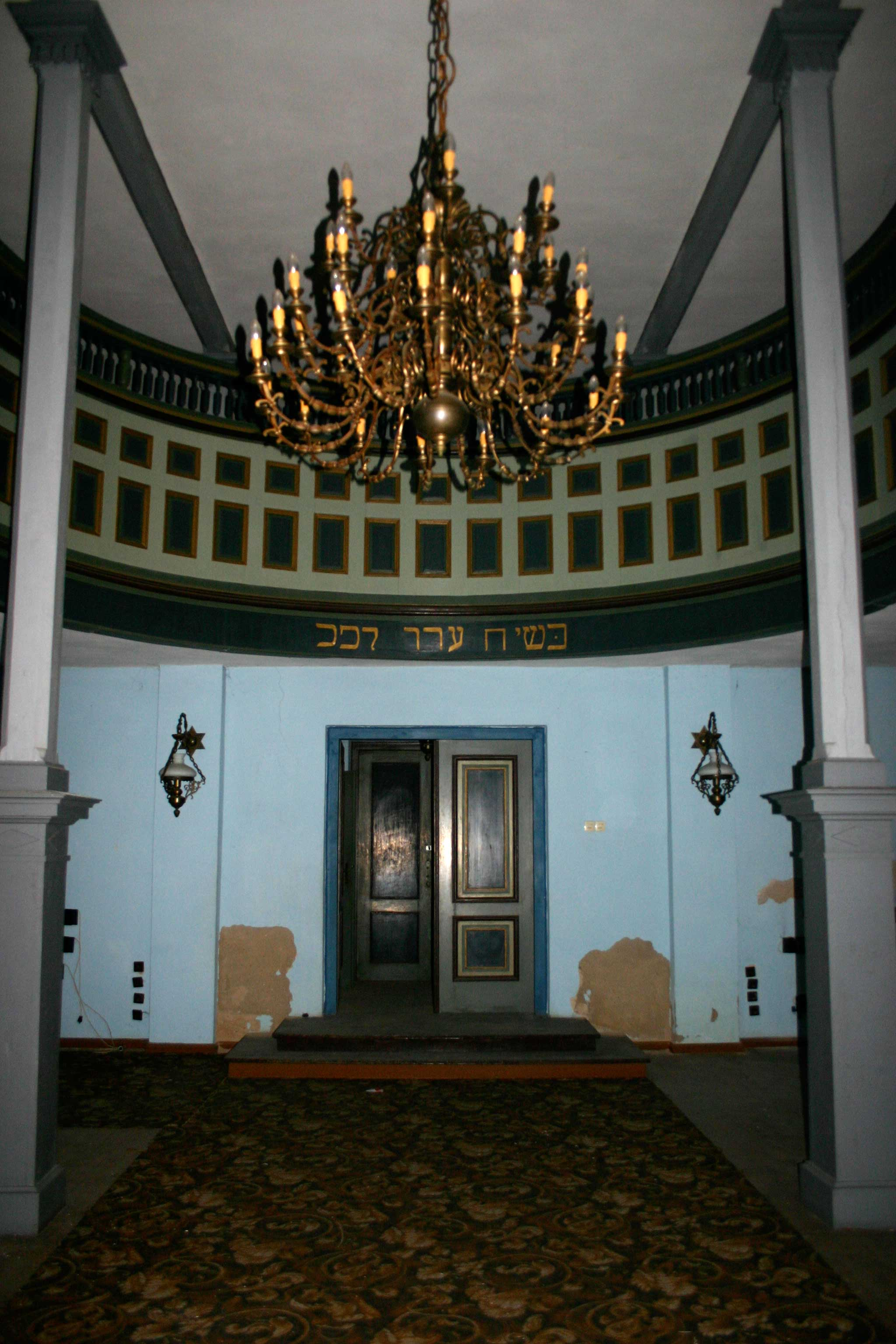
Wnętrze synagogi, widok na babiniec i wejście